# USS Sioux City (LCS-11)
El USS Sioux City (LCS-11) de la Armada de los Estados Unidos es un buque de combate litoral de la clase Freedom. Fue colocada su quilla en 2014, botado en 2016 y asignado en 2018. Es el primer barco con el nombre de Sioux City, ciudad de Iowa. Será descomisionado en 2023.

## Historia
Fue puesto en gradas por el Fincantieri Marinette Marine de Marinette, Wisconsin; el 19 de febrero de 2014; bautizado y botado el 30 de enero de 2016; y comisionado el 17 de noviembre de 2018 en la Academia Naval de los Estados Unidos, Annapolis, Maryland. Su destino es el LCS Squadron 2 en Mayport Naval Station, Florida.
En 2022 el LCS-11 fue el primer barco de su tipo en desplegar a Oriente Medio. El mismo año la marina anunció la baja de todos los LCS de la clase Freedom en 2023, incluyendo al LCS-11.
El 14 de agosto de 2023, Sioux City fue dado de baja en la Estación Naval de Mayport.